# Droga krajowa 30
Die Droga krajowa 30 (kurz DK30, polnisch für ,Nationalstraße 30‘ bzw. ,Landesstraße 30‘) ist eine Landesstraße in Polen. Sie führt von der deutsch-polnischen Grenzstadt Zgorzelec in südöstlicher Richtung über Lubań und Olszyna bis zur Riesengebirgsstadt Jelenia Góra und stellt eine Verbindung zwischen diesen beiden Städten sowie der Autobahn A4 und den Landesstraßen 3 und 94 her. Die Gesamtlänge beträgt 65,7 km.

## Geschichte
Der heutige Straßenverlauf folgt einem Abschnitt der ehemaligen Reichsstraße 6, die 1932 bis 1945 von Cuxhaven über Bremen, Hannover, Leipzig, Dresden, Görlitz nach Breslau und von dort aus weiter bis Groß Wartenberg führte.
Das polnische Staatsstraßennetz war ursprünglich auf die Hauptstadt Warschau ausgerichtet, seine Straßennummern waren ab Warschau im Uhrzeigersinn nummeriert. Die Straße von Zgorzelec nach Jelenia Góra wurde bis 1985 als Staatsstraße 19 bezeichnet. Nach der Neuordnung des Straßennetzes 1985 wurde dem Straßenverlauf neue Landesstraßen zugeordnet. Der Abschnitt von Jelenia Góra bis Pasiecznik wurde Teil der Landesstraße 297. Das Teilstück von Pasiecznik bis Zgorzelec wurde zur neuen Landesstraße 356 zugeordnet. Mit der Reform der Nummerierung vom 9. Mai 2001 wurden die bisherigen beiden Landesstraßen zur Landesstraße 30 zusammengesetzt.

## Wichtige Ortschaften entlang der Strecke
- Zgorzelec
- Lubań
- Olszyna
- Gryfów Śląski
- Radoniów
- Pasiecznik
- Jelenia Góra